# Лобогрейка

Лобогрейка завода «Красный Аксай»

Лобогре́йка — простейшая жатвенная машина, применявшаяся для уборки основных зерновых культур: (ржи, пшеницы, овса, ячменя), но могла быть использована и для кошения трав после небольшого её дооснощения.
Лобогрейка производит срезание стеблей убираемой культуры и укладывание их на платформу. Сбрасывание срезанного хлеба с платформы производится вручную, что требует большого физического напряжения от рабочего, выполняющего эту операцию, и отчего машина получила своё название — «лобогрейка».

## Устройство
Лобогрейка состоит из рамы платформы и рамы ходового колеса, жёстко соединённых между собой и опирающихся на ходовое и полевое колёса. Передняя часть рамы ходового колеса шарнирно соединена со ступицей двухколёсного поворотного передка.
Основной рабочий орган лобогрейки — режущий аппарат — работает по принципу ножниц и расположен впереди рамы платформы. Он состоит из пальцевого бруса, к которому прикреплены болтами несколько пальцев с прорезями. На нижних плоскостях прорезей пальцев приклёпаны стальные пластинки. Нож, состоящий из сегментов, приклёпанных к стальной прямоугольной полосе, помещается в прорезях пальцев и получает от шатунно-кривошипного механизма (шатун, диск кривошипа, вал) возвратно-поступательное движение, при котором стебли растений, зажимаясь между лезвиями сегментов и пальцевых пластинок, перерезаются. Вторым рабочим органом лобогрейки является 4-планчатое мотовило, наклоняющее стебли хлеба к режущему аппарату и укладывающее их на платформу. Мотовило можно переставлять относительно режущего аппарата как в вертикальной, так и в горизонтальной плоскостях, в зависимости от состояния убираемого хлеба (высоты и полёглости стеблей). Нож получает движение от ходового колеса через две пары шестерён, из которых одна цилиндрическая с внутренним зацеплением (с ведущей шестерней) и другая коническая пара (с шестернями). Последняя вращает кривошипный валик с насаженным на нём диском кривошипа, который приводит в движение нож с помощью шатуна. Прекращение передачи к ножу производится рычагом, отодвигающим малую цилиндрическую шестерню от большой и выводящим их из зацепления. Мотовило приводится в движение ремнём от шкива, жёстко соединённого с ходовым колесом. Высота срезания стеблей изменяется подъёмом или опусканием всей рамы машины двумя рычагами, расположенными у ходового и полевого колёс, и изменением наклона платформы рычагом, укреплённым на снице передка. Платформа с боков ограждена щитами-делителями, предупреждающими падение скошенных стеблей с платформы. Кроме того, наружный (полевой) делитель служит для отвода нескошенных стеблей хлеба, не допуская заминания их полевым колесом. Внутренний (левый) делитель направляет стебель к ножу, ограждает шатун и ножевую головку от наматывания на них стеблей и является указателем наибольшей ширины захвата стеблей машиной.

## Использование
Лобогрейка обслуживается двумя рабочими. Первый рабочий управляет лошадьми с переднего сиденья, расположенного на снице передка, и в случае необходимости, изменяет наклон платформы рычагом. Второй рабочий с заднего сиденья отодвигает вилами скошенный хлеб от режущего аппарата и укладывает его на дополнительную платформу, с которой определёнными порциями сбрасывает на землю. Для борьбы с потерями зерна при уборке хлебов на лобогрейку устанавливают зерноуловитель. Зерноуловитель представляет собой низкий ящик, прикрепляемый под дополнительной платформой лобогрейки. Над ящиком устанавливают редкую решётку (проволочную или деревянную) или в обшивке добавочной платформы (в листовом железе) пробивают отверстия. Сбрасываемый с платформы хлеб проходит над зерноуловителем, а зерно проваливается через решётку добавочной платформы и собирается в ящике. По мере наполнении ящика его опоражнивают. Зерноуловитель должен прочно закрепляться, иначе во время движения машины будет теряться зерно. Забивающиеся отверстия решётки необходимо чаще прочищать.
На сенокошении лобогрейка используется в том же виде, как и для уборки хлебов, в случае редкого травостоя. При косьбе густой травы у лобогрейки снимают платформу с полевым колесом, заменяют наружный делитель и полевое колесо и, для увеличения скорости ножа, сменяют конические шестерни. Переоборудованной таким образом лобогрейкой управляет один рабочий с переднего сиденья.
Лобогрейки изготовлялись на заводах «Красный Аксай» (в Ростове-на-Дону) и на заводе в Херсоне.
Ширина захвата лобогрейки 1,56 м. Для привода лобогрейки в движение требуется две-три лошади. Потери зерновых при уборке лобогрейкой достигали 20—30 %.